# Chudá Lehota
Chudá Lehota es un municipio del distrito de Bánovce nad Bebravou en la región de Trenčín, Eslovaquia, con una población estimada a final del año 2024 de 227 habitantes.
Se encuentra ubicado en el centro-sur de la región, cerca del río Bebrava (cuenca hidrográfica del río Danubio) y de la frontera con la región de Nitra.

## Demografía
| Año        | 1994 | 2004    | 2014    | 2024     |
| ---------- | ---- | ------- | ------- | -------- |
| Población  | 224  | 221     | 206     | 227      |
| Diferencia |      | −1,33 % | −6,78 % | +10,19 % |

| Año        | 2023 | 2024    |
| ---------- | ---- | ------- |
| Población  | 226  | 227     |
| Diferencia |      | +0,44 % |